# Южноазиатские геккончики
Южноазиатские геккончики (лат. Bunopus) — род ящериц из семейства гекконовых. Распространены в юго-западной Азии. На территории бывшего СССР, в Туркменистане, представлен один вид этого рода — бугорчатый геккончик.

## Описание
Длина тела до 6 см. Пальцы прямые или слабо искривлённые, с одним рядом поперечно расширенных подпальцевых пластинок, бугристых или шиповатых вдоль свободного края, что отличает их от североазиатских геккончиков. Хвост с хорошо различимыми сегментами, на нижней поверхности три кольца чешуй. Зрачок вертикальный, с заззубренными краями. Анальные поры хорошо развиты только у самцов.

## Таксономия и распространение
Род включает 3 вида:
- Bunopus crassicauda — жирнохвостый, или толстохвостый, южноазиатский геккончик[1][4]; эндемик Ирана
- Bunopus spatalurus — аравийский южноазиатский геккончик[4]; распространён на территории Омана, Йемена, Саудовской Аравии и Объединённых Арабских Эмиратов
- Bunopus tuberculatus — бугорчатый геккончик[1]; распространён от Синайского и Аравийского полуостровов, Израиля и Сирии на западе до Пакистана на востоке

Описан также вид египетский геккончик Блэнфорда (Bunopus blanfordii), большинством исследователей рассматривающийся как синоним Bunopus tuberculatus.
В разное время в состав рода Bunopus включали виды Mediodactylus aspratilis и персидский геккончик (Tropiocolotes persicus).